# Ischnocolus tomentosus
Ischnocolus tomentosus é uma espécie de aranha pertencente à família Theraphosidae (tarântulas).